# Циста (археологија)
Циста је бронзано ведро цилиндричног облика са две покретне дршке и поклопцем. Материјали који су се користили, осим бронзе су били и сребро и слоновача, а украшаване су геометријским облицима или фигурама на поклопцу и са стране. У Европи су се појавиле као утицај са Истока, пре свега у Италији, где су у 7. и 6. веку п. н. е. настале и ребрасте цисте које су коване од лима. Ове цисте су се највише производиле у подручју Алпа.